# Ivor Bell
Ivor Malachy Bell (nascut 1936/1937) és un republicà irlandès i un antic voluntari de la Brigada de Belfast de l'⁣Exèrcit Republicà Irlandès Provisional (IRA) que després esdevingué cap d'estat major del Consell de l'Exèrcit.

## Carrera de l'IRA
Bell va estar involucrat amb l'⁣exèrcit republicà irlandès durant la campanya de 1956-1962, però ho va deixar davant la decisió de convocar un alto el foc. Es va incorporar al moviment republicà el 1970 i es va convertir en el comandant de la Companyia B de la Brigada Provisional de Belfast de l'IRA de Caixmir. Durant la carrera inicial de Gerry Adams en el moviment republicà, va agafar gran part de la seva direcció de Brendan Hughes i Bell. En aquesta època Adams era l'ajudant de Bell al Segon Batalló de la Brigada de Belfast. Hughes era el comandant del D Coy. Adams va buscar en Bell l'estratègia política i en Hughes l'opinió dels voluntaris "de base".
El 1972, Bell, ara ajudant de la Brigada de Belfast, juntament amb Dáithí Ó Conaill, Seamus Twomey, Martin McGuinness i Gerry Adams van ser traslladats a Londres per la Royal Air Force per a converses secretes d'alto el foc amb ministres del govern britànic. Adams i Bell eren escèptics sobre l'alto el foc proposat i no confiaven en el govern britànic. Aviat es va trencar la treva, seguida de vint morts en tres dies.

## Escapada de Long Kesh
El febrer de 1974, Bell va ser arrestat per informació proporcionada per un dels "desapareguts" (informador) Eamon Molloy. Va ser col·locat a Cage 11 a Long Kesh juntament amb Hughes i Adams. Els companys internats l'havien sobrenomenat "la gàbia del general" pel nombre d'alts republicans que hi havia.
El 15 d'abril de 1974, Bell va escapar quan es va canviar de lloc amb un visitant i va sortir de la presó. Va ser capturat de nou dues setmanes després en un pis a la zona acomodada de Malone Road, al sud de Belfast, després que Molloy hagués informat els serveis de seguretat del seu parador.

## Cap de personal
El 1982, Martin McGuinness va deixar el càrrec de cap de gabinet i Bell va assumir el seu càrrec. Bell va ser arrestat, segons proves aportades per un altre informant, Robert "Beedo" Lean, el 1983. D'acord amb les regles de l'IRA, contingudes al manual de l'IRA anomenat Green Book, Bell va perdre la seva posició com a cap d'estat major, que després va ser presa per Kevin McKenna de la Brigada Tyrone.
Després de l'alliberament, Bell, i el seu també presoner Edward Carmichael, van declarar que a tots dos se'ls havia ofert immunitat si incriminaven els representants electes del Sinn Féin Danny Morrison, Gerry Adams i Martin McGuinness. A Carmichael li havien ofert 300.000 lliures i Bell va declarar que li van dir que podia "anomenar la meva pròpia figura".

## Connexió líbia
En sortir de la presó el 1983, Bell va ser nomenat de nou al Consell de l'Exèrcit, però no va recuperar la seva posició com a cap d'estat major. Gran part de la seva influència s'havia erosionat.
Bell va ser el representant de l'IRA a Líbia a finals de la dècada de 1970 i principis dels vuitanta. Líbia i l'IRA tenien un enemic comú, el govern britànic. La primera ministra britànica Margaret Thatcher va ser fortament criticada a Líbia per permetre que els avions nord-americans s'enlairessin des de bases aèries britàniques per a incursions a Líbia en què van morir més de setanta persones.
A finals de 1984 i principis de 1985, el Servei d'Intel·ligència de Líbia va decidir a posar en marxa un subministrament d'armes a l'IRA per tal que poguessin lluitar amb més eficàcia contra l'⁣exèrcit britànic, i Bell i Joe Cahill van ser fonamentals per posar en marxa el pla de contraban d'armes de Líbia.

## Cort marcial
El 1984, Bell es va oposar obertament a la proposta d'Adams d'augmentar la despesa en campanyes electorals en comptes de la guerra contra Gran Bretanya. Bell va ser un militarista de línia dura que es va oposar a l'ús de fons per part del Sinn Féin i va ressentir els moviments per acabar amb l'abstencionisme. Bell va sorgir com a cap d'un grup, que incloïa personalitats com Danny McCann. El juny de 1985, Bell va ser destituït de l'IRA.

## 2014: Detenció i acusació
Bell va ser arrestat pel Servei de Policia d'Irlanda del Nord el 18 de març de 2014 per ser interrogat en relació amb el segrest i l'assassinat de Jean McConville el 1972. Bell, de 77 anys, ha estat acusat d'ajudar i complir l'assassinat i pertinença a l'IRA. Va comparèixer al jutjat el 22 de març de 2014 i inicialment se li va denegar la fiança, tot i que se li va concedir el 26 de març. El 7 de juliol de 2016, es va anunciar que Bell seguiria el rastre de l'assassinat de McConville. Els seus advocats havien defensat l'abandonament dels càrrecs, al·legant la manca de proves per donar suport a un judici.
Els càrrecs contra ell sorgiren de les cintes del Boston College que van portar el Departament de Justícia dels EUA, actuant en nom del govern del Regne Unit, a emetre una citació al Boston College per a les cintes i transcripcions del projecte Belfast.
El seu judici s'ha ajornat a causa de l'afirmació de l'equip legal de Bell que pateix demència i no podria participar plenament en el judici.
En una sentència del Tribunal de la Corona de Belfast l'octubre de 2019, Bell va ser absolt de la seva implicació en l'assassinat de Jean McConville. Les cintes de Boston es van considerar poc fiables i no es van poder presentar com a prova al judici.